# Tugimaantee 36
De Tugimaantee 36 is een secundaire weg in Estland. De weg loopt van Jõgeva naar Mustvee en is 38,9 kilometer lang. 